# Internationales Institut für Sozialgeschichte

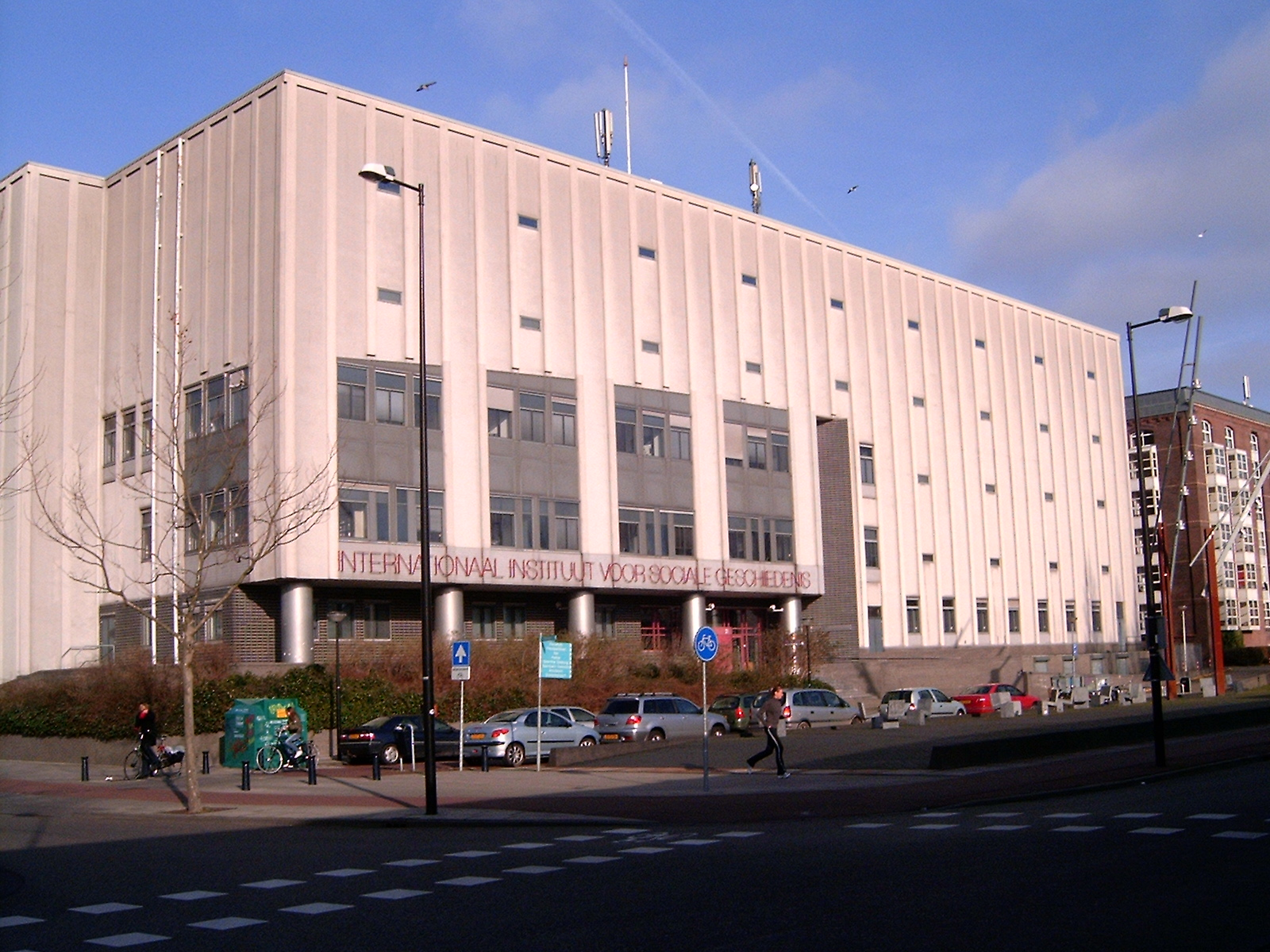
Internationales Institut für Sozialgeschichte

Das Internationale Institut für Sozialgeschichte (IISG; englisch International Institute of Social History (IISH); niederländisch Internationaal Instituut voor Sociale Geschiedenis) ist ein geschichtswissenschaftliches Forschungsinstitut in Amsterdam (Nordholland). Es wurde 1935 von Nicolaas Posthumus begründet und ist Teil der „Königlich Niederländischen Akademie der Wissenschaften“ (KNAW). Geleitet wird das Institut seit November 2012 von dem Generaldirektor Henk Wals. 

## Geschichte und Aufgaben
Entscheidend war, dass den Dokumenten der sozialen Bewegungen, insbesondere denen der Arbeiterbewegung, ein sicherer Ort gegeben werden sollte, nachdem Deutschland 1933 ausgefallen war und die Sowjetunion insbesondere im Hinblick auf sozialistische Alternativkonzepte als nicht vertrauenswürdig galt.
Das Institut ist eines der weltweit größten Dokumentationszentren zur Sozialgeschichte. Neben der umfassendsten Sammlung der Handschriften von Karl Marx und Friedrich Engels betreut das IISG u. a. Nachlässe von
- Wolfgang Abendroth
- Friedrich Adler
- Angelika Balabanoff
- Alexander Berkman
- Anton Levien Constandse
- Christiaan Cornelissen
- Emma Goldman
- Albert Grzesinski
- Heinrich Hannover
- Wolfgang Harich
- Willy Huhn
- Karl Kautsky
- Gustav Mayer
- Julius Motteler
- Arthur Müller-Lehning
- Max Nettlau
- Pierre Ramus
- Helmut Rüdiger
- Augustin Souchy
- Kurt Steinhaus
- Rob Stolk
- Leo Trotzki (Teilnachlass, 6 laufende Meter)
- Georg von Vollmar
- Clara Gertrud Wichmann

sowie das Parteiarchiv der russischen Sozialrevolutionäre. 
Zahlreich vertreten sind auch die Nachlässe anarchistischer sowie trotzkistischer Spanienkämpfer. Das Archiv der Confederación Nacional del Trabajo und des Internationalen Bundes Freier Gewerkschaften (214 laufende Meter) befindet sich ebenfalls im IISG. Ebenso die Materialien des Informations-Dienst zur Verbreitung unterbliebener Nachrichten.
Das IISG richtet die alle zwei Jahre stattfindende European Social Science History Conference aus. Weiterhin ist das Institut Mitglied der International Association of Labour History Institutions und beheimatet die Geschäftsstelle dieses Dachverbandes. An der Rückseite des IISG befindet sich das niederländische Persmuseum (Pressemuseum).
In Zusammenarbeit mit dem IISG, der Universitätsbibliothek von der Universität von Amsterdam (UvA), dem Persmuseum (niederländisches Pressemuseum), dem NIOD sowie dem Katholiek Documentatiecentrum („Katholisches Dokumentationszentrum“, KDC) wurde eine Sammlung von Zeitschriften aus der Zeit von 1896 bis 1949 mit insgesamt 15.238 Seiten zusammengestellt.

## Mitarbeiter
- Siegfried Bahne
- Werner Blumenberg
- Hans-Peter Harstick
- Götz Langkau
- Horst Lademacher
- Arthur Lehning
- Marcel van der Linden
- Erich Matthias
- Jürgen Rojahn
- Adolf John Cord Rüter
- Annie Adama van Scheltema-Kleefstra
- Dieter Schuster
- Hans Stein
- Raquel Varela

## Publikationen
Das IISG gibt die Zeitschriften International Review of Social History (in Kooperation mit Cambridge University Press), Social'naja istorija. Ezhegodnik, Tijdschrift voor Sociale en Economische Geschiedenis und Jaarboek voor Vrouwengeschiedenis heraus.

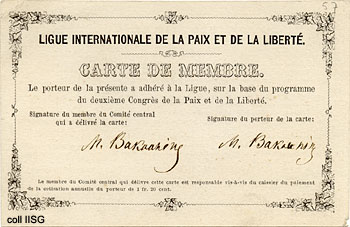
Bakunin Archiv (IISG)
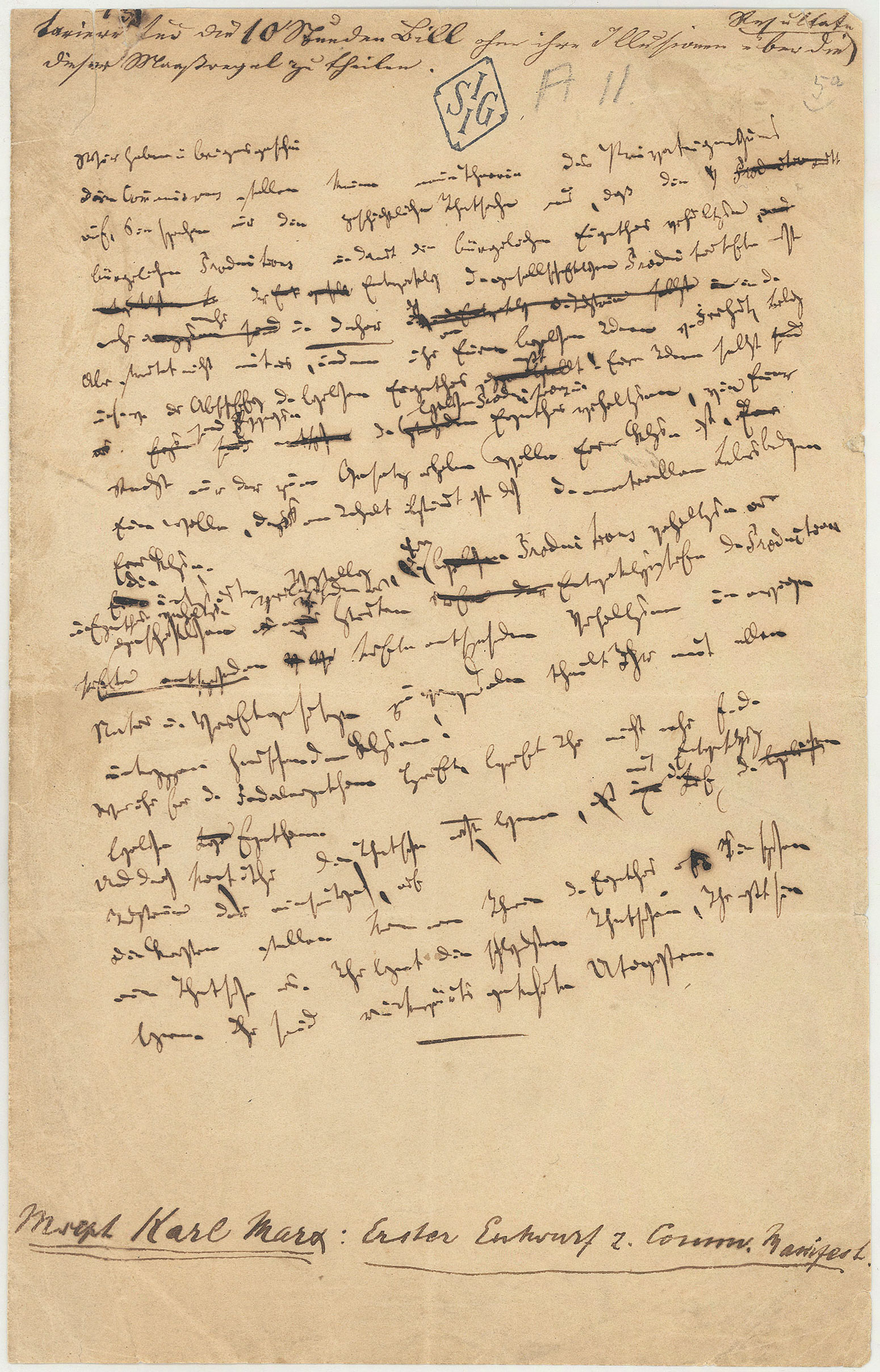
Manifest der Kommunistischen Partei (Marx)
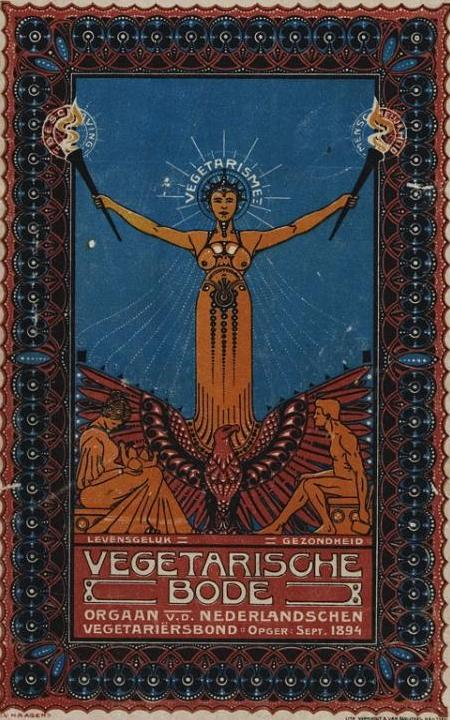
Vegetarische Bode